# 赵文津
赵文津（1931年2月1日—），北京人，地球物理学家，中国工程院院士，中国地质科学院研究员。

## 履历
1952年，毕业于清华大学物理系。2001年，当选中国工程院院士。